# Rumänische Rhapsodien (Enescu)
Die Rumänischen Rhapsodien op. 11 (erstpubliziert in Frankreich als Rhapsodies Roumaines) sind ein Orchesterwerk von George Enescu. Dieses besteht aus zwei Rhapsodien, der ersten in A-Dur und der zweiten in D-Dur. Von beiden Einzelstücken ist die Rhapsodie Nr. 1 die deutlich populärere: Während viele Werke aus Enescus vielfältigem  Œuvre heute vergleichsweise in Vergessenheit geraten sind, überstrahlte der Erfolg seiner schon in jungen Jahren geschriebenen ersten Rhapsodie, auch zum Missfallen des Komponisten, zeitlebens alle anderen Titel. Die erste Rhapsodie gilt auch als Schlüsselwerk der rumänischen klassischen Musik und wird von manchen gelegentlich als emblematisch für das rumänische Nationalgefühl betrachtet.

## Hintergrund und Entstehung
Enescus frühes Schaffen fällt in einen Abschnitt der Musik der Romantik, in dem die Ausbildung nationaler Schulen und damit auch das Betonen landestypischer Elemente in der klassischen Musik bereits in vollem Gange war. Rhapsodien waren hierbei eine beliebte Ausdrucksform, um tatsächliche oder vermeintliche Volksweisen auf eine kunstvolle Art zu verknüpfen. Als stilbildend gelten hierbei die Ungarischen Rhapsodien von Franz Liszt. Später sollte Béla Bartók die ungarische Volksmusik auf eine eher wissenschaftliche Weise untersuchen und verarbeiten.
Die Rumänischen Rhapsodien können als Vermischung von deutscher Romantik, französischem Impressionismus sowie der Musiktradition der Lăutari angesehen werden. Enescu verarbeitete hier rumänisch-moldawische Melodien, die er während seiner Kindheit gehört haben muss. Fertiggestellt im Jahre 1901, wurden sie am 23. Februarjul. / 8. März 1903greg. im Bukarester Athenäum unter der Leitung des Komponisten uraufgeführt. Die erste Rhapsodie ist Bernard Crocé-Spinelli gewidmet und ihre Fertigstellung auf den 14. August 1901 in Sinaia datiert. Die zweite Rhapsodie ist J. G. Pennequin gewidmet und datiert auf den 26. Oktober 1901 in Paris. Beide erschienen 1904 bei Enoch & Cie. Eine Aufführung beider Rhapsodien dauert, je nach Einspielung, jeweils etwa 12 Minuten.

## Musik
Beide Rhapsodien können in verschiedener Hinsicht als gegensätzlich bezeichnet werden: Während die erste Rhapsodie fröhlicher, schneller und in gewisser Hinsicht auch leichter fasslich scheint, ist die zweite getragener, polyphoner und anspruchsvoller. Die erste Rhapsodie stellt den rumänischen Volkstanz in den Vordergrund, so dass auch sentimalere Liedthemen tanzbar erscheinen. Umgekehrt wird die zweite Rhapsodie von seiner Liedhaftigkeit dominiert, so dass auch Tanzthemen lyrisch erscheinen. Für Pascal Bentoiu liegt die Qualität beider Rhapsodien unter anderem in seiner Orchestrierung begründet, die er insbesondere bei der ersten als „teuflisch geschickt“ bezeichnet. Sie sei zudem lebhaft, unaggressiv exotisch und besitze eine betäubende, rhythmische Kontinuität. Vor allem der Schlussteil sei ein unwiderstehlicher Reigen und wirke wie ein endloses Fest.

### Die erste Rhapsodie
Die erste Rhapsodie ist für 3 Flöten (wobei sich die 3. mit einer Piccoloflöte abwechselt), 2 Oboen, Englischhorn, 2 Klarinetten in A, 2 Fagotte, 4 Hörner, 2 Trompeten in C, 2 Kornette in A, 3 Posaunen, Tuba, Pauken, Schlagwerk (Triangel, Becken, kleine Trommel), 2 Harfen sowie Streicher (1. und 2. Violinen, Bratschen, Celli und Kontrabässe) gesetzt.
Zaghaft beginnen die Soloklarinette und die Solooboe mit der Vorstellung der Melodie des Trinklieds Am un leu şi vreau să-l beu (Ich habe einen Leu und will ihn vertrinken), das zusammen mit anderen Instrumenten ausgeweitet, umspielt und variiert wird. Streicher und Harfen spielen die Hora lui Dobrică. Eine Sârba, die dem Charakter nach zur Hora umfunktioniert wird, erklingt in den Violinen, bevor die Viola Dobricăs Hora nochmals aufgreift. Auch das Sârba-Thema wird wiederverwendet. Fast abrupt wird ein trauriges Timbre angeschlagen, wenn das Volkslied Mugur-mugurel (Knospe, kleine Knospe) vorgestellt wird. Nun wird zur Beschleunigung angesetzt: Als Übergangsmotive dienen ein Ciobănaş, eine Hora morii, bis mit einem neuen Sârba-Motiv schließlich das schnelle Tempo erreicht wird, welches fast die komplette zweite Hälfte der Partitur beherrscht. Bentoiu weist darauf hin, dass das Auftreten der Sârba die erste Rhapsodie zeitlich etwa im Goldenen Schnitt teilt. Es entwickelt sich ein virtuoses und mitreißendes Vogelkonzert der Holzbläser, das auf der Melodie Ciocârlia (Lerche) basiert. Das Stück scheint in einem polyphonen Schlussabschnitt auf das Ende zuzusteuern. Zuletzt folgt ein deutlich langsamerer Jumătate de joc (Halbtanz), der zum fulminanten Schlusstutti führt, in dem noch einmal die Lerche zu hören ist.

### Die zweite Rhapsodie
Die zweite Rhapsodie beginnt in den Streichern mit einer Sârba lui Pompieru, die – ihrem Tanzcharakter eigentlich zuwiderlaufend – in einem sehr langsamen Tempo erklingt. Nach einer guten halben Minute wird das Thema Pe o stâncă neagră (Auf einem schwarzen Felsen) vorgestellt, das bei der ersten Wiederholung zusammen mit Holzbläsern und schließlich im gesamten Orchester erklingt. Im wieder reduzierten Klangbild formen Doina- und folkloristische Motive die Überleitung zum Volkslied Vâleu, lupu’ mă mănână (Oh, der Wolf will mich fressen), das zunächst von einem expressiven und sehr schmerzhaften Englischhorn präsentiert wird. Das Lied wird schließlich vom übrigen Orchester übernommen, bis in der Klimax alle drei Hauptmotive der Rhapsodie überlagert werden. Der Klangfluss wird allmählich reduziert und strebt seinem Ende entgegen. Unerwartet, als eine Art Schlusspointe, endet das Stück mit einem flotten Schlusstanz der Viola, Țânțăraş cu cizme largi, bevor das Stück im Tutti ausklingt.